# Paul Kostabi

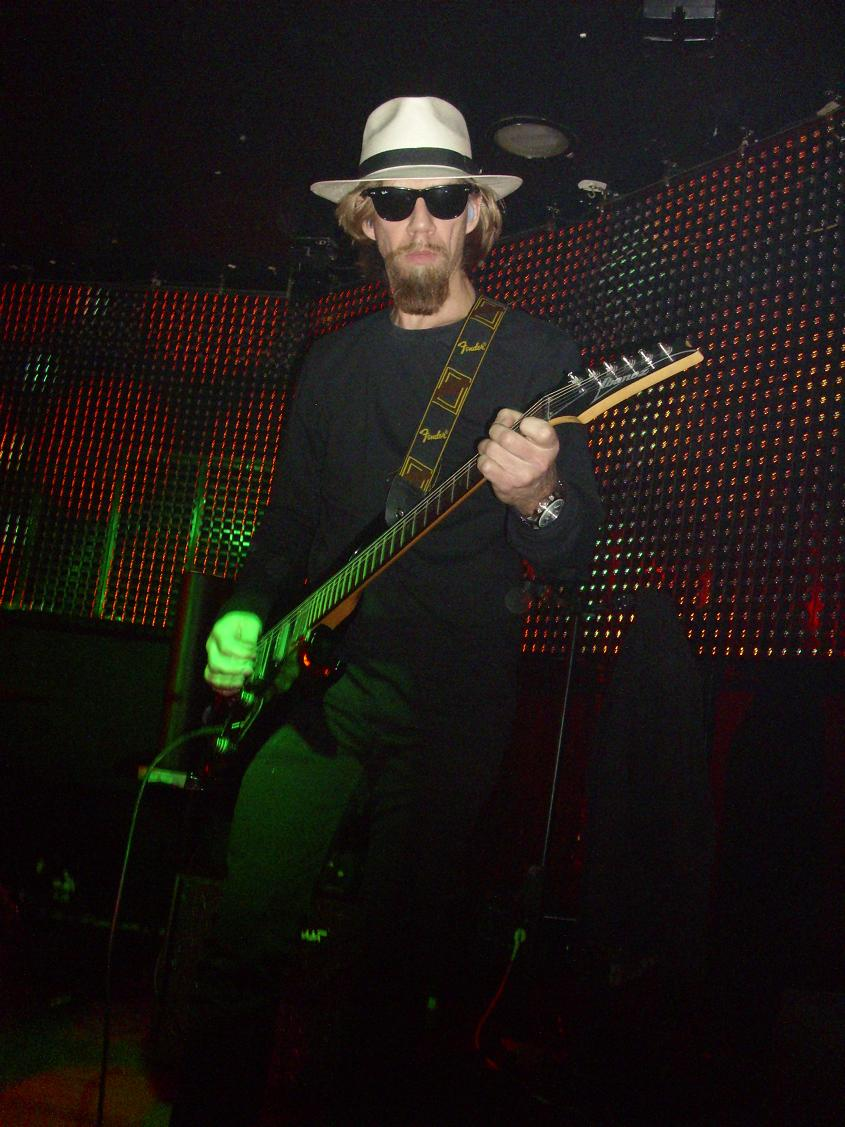
Kostabi tocando con Psychotica en 2009

Paul Indrek Kostabi (1 de octubre de 1962 en Whittier, California) es un artista, músico, productor e ingeniero de sonido estadounidense. Es hermano del artista Mark Kostabi.
Kostabi fue miembro fundador de las bandas Youth Gone Mad, White Zombie y Psychotica. Actualmente toca junto a Tony Esposito en la banda Kostabeats y con Walter Schreifels en la banda Dead Heavens. Hizo parte del festival CBGB en 2014 exhibiendo sus obras junto a artistas como Bob Gruen, Michael Lavine y Chris Stein. También pintó en vivo en el Times Square mientras Devo y Jane's Addiction realizaban su presentación musical.
A Kostabi se le acredita haber nombrado la obra Use Your Illusion de su hermano Mark Kostabi, que finalmente fue utilizada por la banda Guns N' Roses en su reconocido álbum de estudio.
Las pinturas de Paul Kostabi han hecho presencia en escenarios como:[cita requerida]
- Museo Patterson, Nueva Jersey
- Museo Guggenheim, Nueva York
- Museo de Arte de Nueva Inglaterra, Brooklyn
- Museo de Arte Whitney
- Museo Museion, Bolzano, Italia